# اس‌اس دانراون
اس‌اس دانراون (به انگلیسی: SS Dunraven) یک کشتی بود که طول آن ۸۱٫۶ متر (۲۶۸ فوت) بود. این کشتی در سال ۱۸۷۳ ساخته شد.